# Draaideur

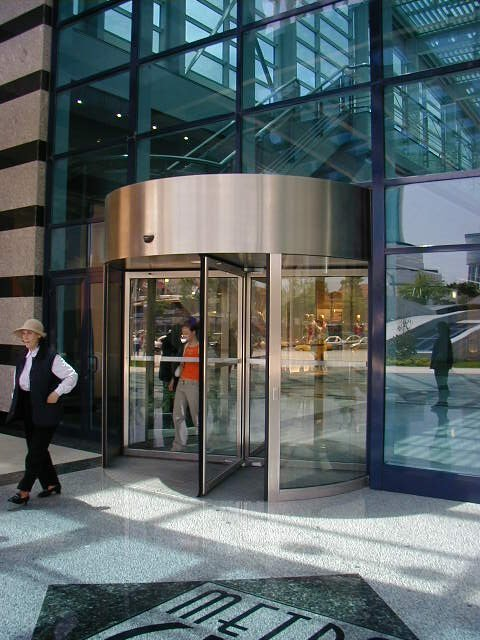
Een draaideur in Turkije

Een draaideur of tourniquetdeur is een samenstel van drie of vier deurbladen die aan een gezamenlijke verticale as zijn afgehangen en als geheel om deze as draaien. De deurbladen worden aan weerskanten omgeven door gebogen afscheidingen – ook wel kuipen genoemd – die zo breed zijn, dat bij een vierbladige draaideur steeds twee deurbladen tussen de afscheidingen blijven en zo de deuropening afsluiten. De draairichting is meestal tegen de klok in, zodat rechts naar binnen of buiten gelopen kan worden.
Een draaideur wordt toegepast op plaatsen waar veel in- en uitgelopen wordt, zoals ziekenhuizen, supermarkten en kantoorpanden. Een draaideur voorkomt tocht en houdt het binnenklimaat gescheiden van het buitenklimaat. Dit betekent dat in de winter de koude van buiten nagenoeg niet binnen komt en in de zomer blijft de koele lucht van de airconditioning binnen. Een draaideur kan gebouweigenaren daardoor een besparing in de energiekosten opleveren.

## Geschiedenis
De draaideur werd in 1888 uitgevonden door de Amerikaan Theophilus Van Kannel. Op 7 augustus 1888 ontving hij octrooi 387.571 voor zijn 'Storm-Door Structure'. De ingediende patenttekeningen laten een draaideur met drie schotten zien. Het octrooi beschrijft de volgende voordelen: De deur "heeft tal van voordelen ten opzichte van een deurconstructie met scharnieren ... het is volkomen geluidloos ... voorkomt effectief de ingang van wind, sneeuw, regen of stof ..." "Bovendien kan de deur niet door de wind worden open geblazen ... er is geen mogelijkheid tot aanvaring, en toch kunnen personen tegelijkertijd zowel in- als uitstappen." Het patent noemt verder "het uitsluiten van geluiden van de straat" als een ander voordeel van de draaideur. Het patent zelf gebruikt niet de term "draaideur".
Op 16 januari 1900 verkrijgt hij een wederom een octrooi, 641.563, waarin hij de 'Revolving-Door Structure' patenteert, waarin deze term wel wordt genoemd. Het belangrijkste verschil tussen de twee octrooien beschrijft Theophilus van Kannel als volgt: 'Mijn uitvinding bestaat uit bepaalde verbeteringen in draaiende stormdeuren zoals eerder getoond in mijn vorige patenten, Nos 387.571, 588.620 en 588.888.'
Een stedelijke legende, die dateert uit misschien 2008, beweert dat de uitvinding was ingegeven door zijn fobie van het openen van deuren voor anderen, vooral vrouwen. Volgens Snopes, een Engelse website die feiten controleert, is er geen bewijs dat deze bewering waar is.

## Trivia
- In de verbouwde voormalige restauratie van het station Driebergen-Zeist werd in 2008 een draaideur geplaatst die stroom opwekt. Dit zou de eerste energieopwekkende draaideur ter wereld zijn.[4]
- De hoogste draaideur ter wereld is te vinden in de Burj Khalifa in Dubai. Deze draaideur is geplaatst in de entree naar het observatiedek op de 148e verdieping op 555 meter hoogte. Op deze hoogte moet een draaideur tegen 3000 pascal bestand zijn.[5]